# Obniżenie Ząbkowickie
Obniżenie Ząbkowickie – obniżenie w południowo-zachodniej Polsce na Przedgórzu Sudeckim stanowiące mikroregion Obniżenia Otmuchowskiego w województwie dolnośląskim.

## Lokalizacja
Obniżenie Ząbkowickie położone jest w północno-zachodniej części Obniżenia Otmuchowskiego. W centralnej części obniżenia położona jest miejscowość Ząbkowice Śląskie. Od wschodniej strony obniżenie graniczy z szeroką i płaską Wysoczyzną Ziębicką, od północy z bezleśnymi Wzgórzami Szklarskimi a od południa z Pradoliną Nysy Kłodzkiej i Przedgórzem Paczkowskim, w kierunku zachodu i południowego zachodu Obniżenie Ząbkowic przechodzi w płaskie Obniżenie Stoszowic i Masyw Grochowej.

## Opis
Obniżenie Ząbkowickie jest tektoniczną niecką położoną na wysokości 267 m n.p.m., która będąc podjednostką Obniżenia Otmuchowskiego stanowi teren o podobnym charakterze. Jest to obszar wyżynny pogórza niskiego w kształcie zbliżonym do prostokąta z szeroką doliną Budzówki o kierunku południowo-wschodnim, od której odbiega kilka ramion dolin potoków dopływających. Obniżenie stanowi tektoniczną nieckę o urodzajnych glebach, co ma decydujący wpływ na rolniczy charakter ziemi tego terenu.

### Budowa
Obniżenie zajmuje północno-wschodni fragment niecki śródsudeckiej, na oderwanym i wypiętrzonym fragmencie formacji skalnej Masywu Czeskiego, obszar ten powstał w czasie najstarszych ruchów górotwórczych i nie podlegał zmianom w czasie późniejszych fałdowań. Ostateczny wygląd obniżenie otrzymało w okresie epoki lodowej, kiedy to lądolód skandynawski naniósł w doliny i obniżenia grubą warstwę osadów. W podłożu obniżenia występują utwory metamorfiku niemczańsko-kamienieckiego, które przykryte są warstwą osadów czwartorzędowych a także osadów polodowcowych.

### Krajobraz
Krajobraz obniżenia przedstawia krajobraz wyżynny. Najwyższe wzniesienia terenu nie przekraczają 300 m n.p.m. Cały obszar jest, lekko pofałdowany, łagodnie poprzecinany korytami potoków. Jest to teren bezleśny, znacznie zaludniony o charakterze rolniczym. Całość obszaru zajmują pola uprawne. Krajobraz przeobrażony, znacznie zurbanizowany. Obszar obniżenia jest ciekawy krajobrazowo, o wspaniałych widokach. Występują niewielkie pasy zieleni z drzew liściastych wzdłuż koryt rzek oraz w formie przydomowych nasadzeń.

## Gleby
Na większości obszaru obniżenia występują gleby lessowe ilaste, są to gleby urodzajne należące do kompleksu pszenno-buraczanego.

## Klimat
Obniżenie leży w obszarze występowania klimatu przedgórskiego. Występuje tu klimat umiarkowany ciepły i umiarkowany wilgotny. Średnia roczna temperatura wynosi od 7 do 8 °C, średnia temp. lipca waha się między 17 a 18 °C a średnia temp. stycznia między -3 do - 2 °C. Roczne usłonecznienie wynosi 1400 godzin, z tego w półroczu ciepłym 1100 godzin. Okres wegetacyjny rozpoczyna się w kwietniu i trwa około 213-217 dni. Roczna suma opadów wynosi około 650 mm z tego suma opadów w okresie wegetacyjnym wynosi około 440 mm. Pokrywa śnieżna zalega przez 50 - 60 dni. Roczna wilgotność względna wynosi 78%. Położenie fizyczno-geograficzne obniżenia oraz okoliczne wzgórza osłaniające obniżenie sprawiają, że na terenie obniżenia przeważają wiatry zachodnie i południowo-zachodnie.

## Wody
Obniżenie należy do zlewiska Morza Bałtyckiego, położone jest w  dorzeczu Odry. Największą rzeką jest Budzówka lewostronny dopływy Nysy Kłodzkiej zbierająca wraz ze swoimi dopływami wody z obniżenia.

## Miejscowości
W centrum obniżenia położone jest miasto Ząbkowice Śląskie, a w obrębie jego obszaru leżą większe wsie: Bobolice, Zwrócona, Stolec, Strąkowa, Braszowice, Olbrachcice Wielkie, Tarnów.

## Zabytki
- Ząbkowice Śląskie – fragmenty murów obronnych z basztami i bastejami z XIII–XVI w.
- Ząbkowice Śląskie – most św. Jana na rzece Budzówce z XVI w.
- Ząbkowice Śląskie – neogotycki ratusz z drugiej połowy XIX w.
- Ząbkowice Śląskie – kościół św. Anny z XIV w.
- Ząbkowice Śląskie – Krzywa Wieża z XIV w.
- Ząbkowice Śląskie – zespół dawnego klasztoru dominikanów, w którego skład wchodzi kościół Podwyższenia Krzyża Św. z XIV–XV w., oraz budynek klasztorny z końca XVII w.
- Ząbkowice Śląskie – dwór opatów henrykowskich z początku XVIII wieku, obecnie klasztor Boromeuszek.
- Ząbkowice Śląskie – ruiny renesansowego zamku książąt ziębickich z XVI w.
- Ząbkowice Śląskie – kaplice szpitalna i cmentarna, pochodzące z XVIII w.
- Bobolice – renesansowy pałac właścicieli wsi, przebudowany w XVII i XIX w.
- Bobolice – sanktuarium MB Bolesnej Bobolickiej, początek budowy w 1447 r.
- Bobolice – przydrożna figura św. Jana Nepomucena z 1733 r.
- Tarnów – kościół parafialny św. Marii Magdaleny, wzmiankowany jako kaplica w 1412 r.
- Stolec – ruiny barokowego zespołu pałacowego, przebudowanego w XIX w.
- Stolec – kościół pomocniczy Niepokalanego Poczęcia NMP i św. Zuzanny, z końca XIII wieku, przebudowany w XVI i XVIII w.
- Zwrócona – kościół parafialny św. Piotra i Pawła, wzmiankowany w 1318 r.
- Braszowice  – kościół parafialny św. Wawrzyńca, wzmiankowany w 1270 r.

## Atrakcyjne i ciekawe miejsca
- Laboratorium dr Frankensteina w Izbie Pamiątek Regionalnych w Ząbkowicach Śląskich.
- Rezerwat przyrody Skałki Stoleckie na Górze Wapiennej.

## Sieć komunikacyjna
Przez obniżenie przechodzą szlaki komunikacyjne:
drogowe
- Droga krajowa nr 8 prowadząca z Wrocławia do przejścia granicznego w Kudowie-Zdroju.
- Droga wojewódzka nr 385 – z Grodkowa do Nowej Rudy.
- Droga wojewódzka nr 382 – z Legnicy do Nysy.
- droga lokalna – z Ząbkowic Śląskich do Bobolic.

kolejowe
- linia Kamieniec Ząbkowicki – Jaworzyna Śląska
- linia Kondratowice – Srebrna Góra

W przeszłości przez obniżenie prowadził historyczny szlak handlowy - szlak bursztynowy łączący Śląsk z Czechami.

## Turystyka
Przez obniżenie prowadzą: szlaki turystyczne i trasy rowerowe
szlaki piesze
- czerwony – fragment szlaku z Ziębic prowadzący przez Skałki Stoleckie do Łagiewników i dalej na Ślężę;
- czarny – fragment szlaku z Piławy Dolnej prowadzący przez Przerzeczyn-Zdrój, Ostrą Górę i Ciepłowody do Ziębic;
- żółty – z Barda prowadzący przez Ząbkowice Śląskie do rezerwatu Skałki Stoleckie;
- niebieski – z Ząbkowic Śląskich do Henrykowa;
- zielony – ze Srebrnej Góry do Słupic.

trasy rowerowe
- czerwony – prowadzący trasą rozebranej dawnej linii kolejowej z Ząbkowic Śląskich do Srebrnej Góry.